# Hímero

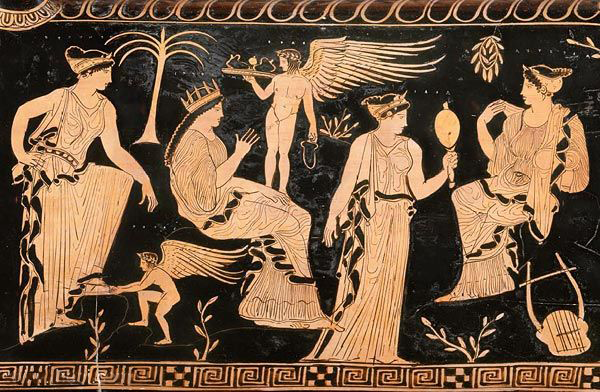
Vaso ático de figuras rojas (ca. 400 a. C.):
Eurínome, Hímero, Hipodamía, Eros, Yaso y Asteria.

En la mitología griega, Hímero (Ίμερος / Himeros: «deseo») era la personificación de la lujuria y el deseo erótico. Se representaba como un joven alado, igual que al resto de los Erotes. Aparece principalmente en la Teogonía, en donde se dice que a Afrodita la acompañó Eros y la siguió el bello Hímero cuando nació ella de la espuma del mar, y luego la siguieron en su busca de los dioses.En el Olimpo las Musas forman alegres coros y habitan suntuosos palacios y junto a ellas viven, entre fiestas, las Gracias y el Deseo.Ningún autor especifica quiénes fueron los padres de Hímero pero a Afrodita se la hace madre de los amores en general. Filóstrato dice que Hímero es compañero de Eros, y su poder «impregna tanto los ojos que parece gotear claramente de ellos».Se dice que Escopas esculpió unas estatuas de Eros, Hímero y Poto, dioses del amor, el deseo y el anhelo.